# 久吉ダム
久吉ダム（ひさよしダム）は、青森県平川市碇ヶ関地内の岩木川水系平川・支津刈川に建設された洪水調節・灌漑・上水道を目的とした多目的ダムである。ダム湖は面影湖（おもかげこ）と名付けられている。

## ギャラリー

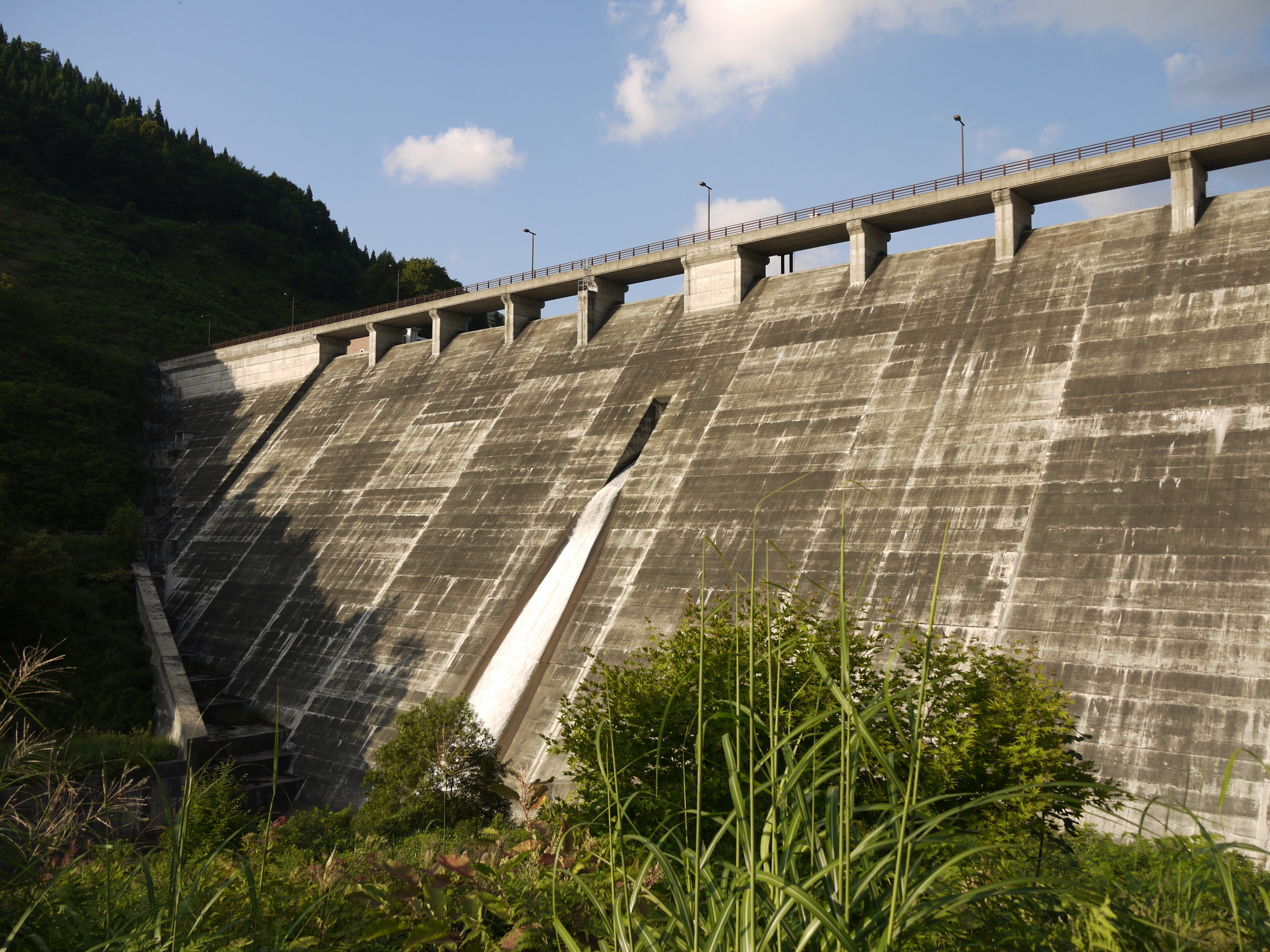
久吉ダム ダム堤体（2012年8月）
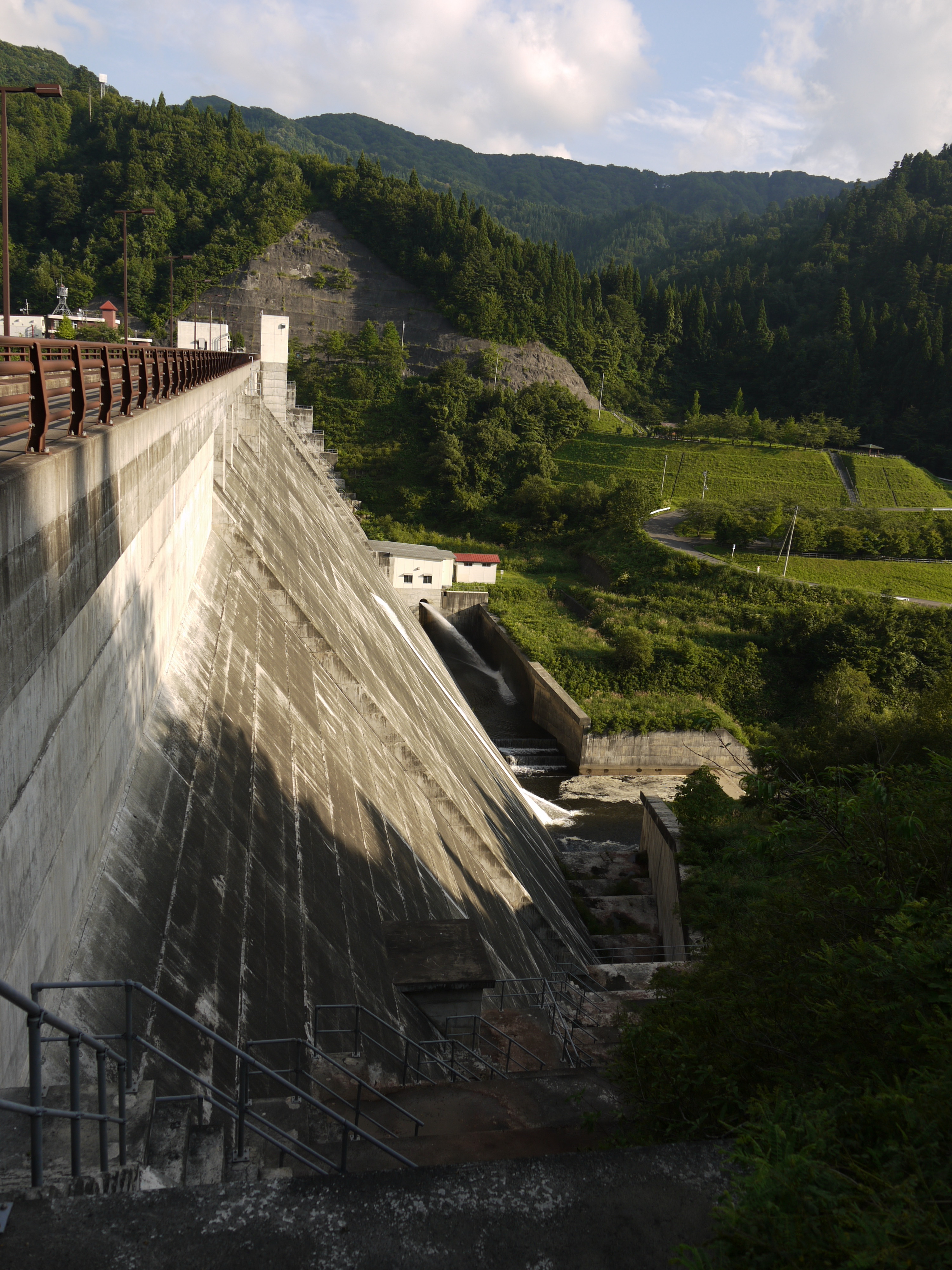
中央の常用洪水吐による放流に加えバルブによる放流設備も備える（2012年8月）
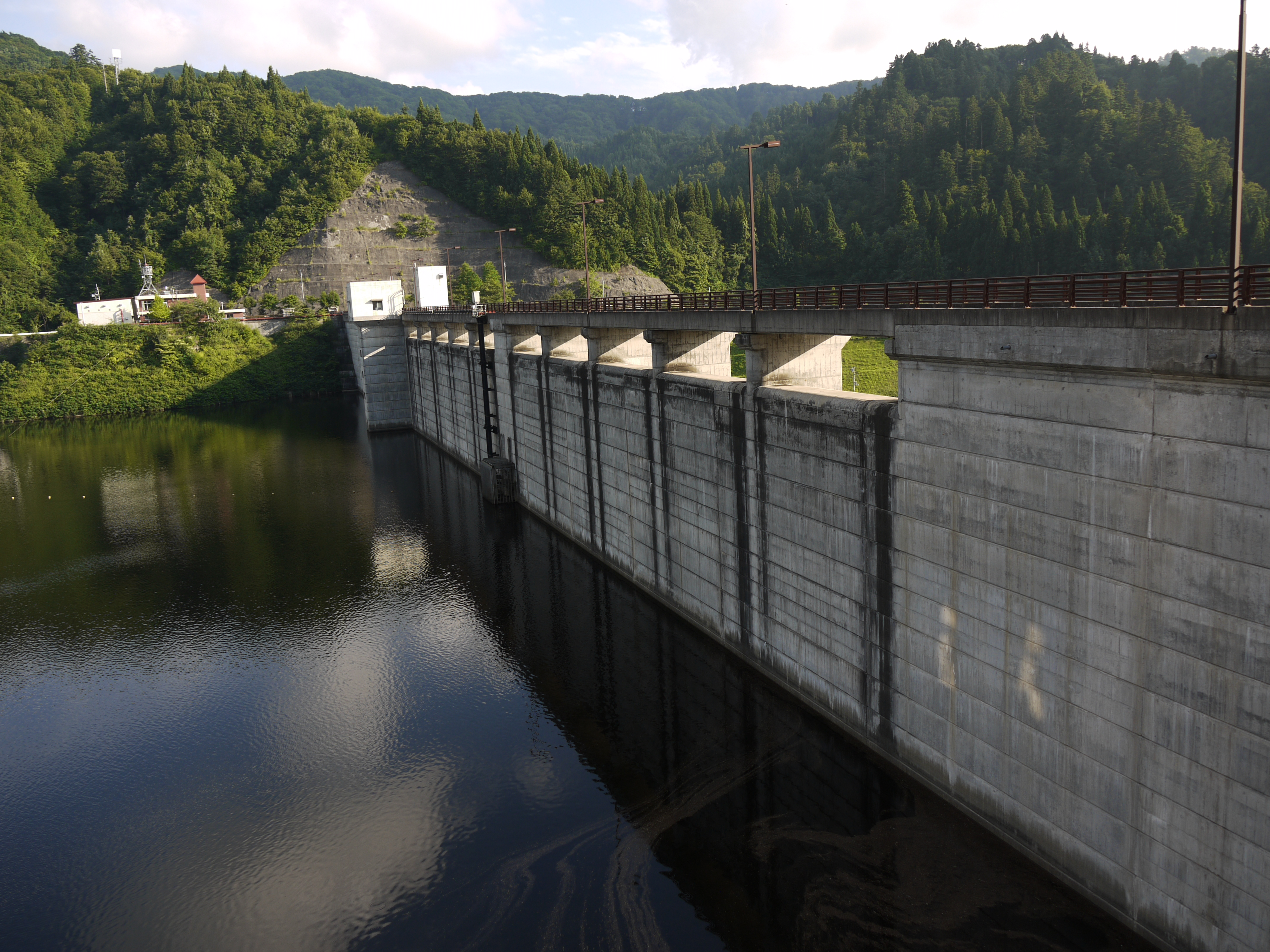
非常用洪水吐は自然越流式[1]（2012年8月）
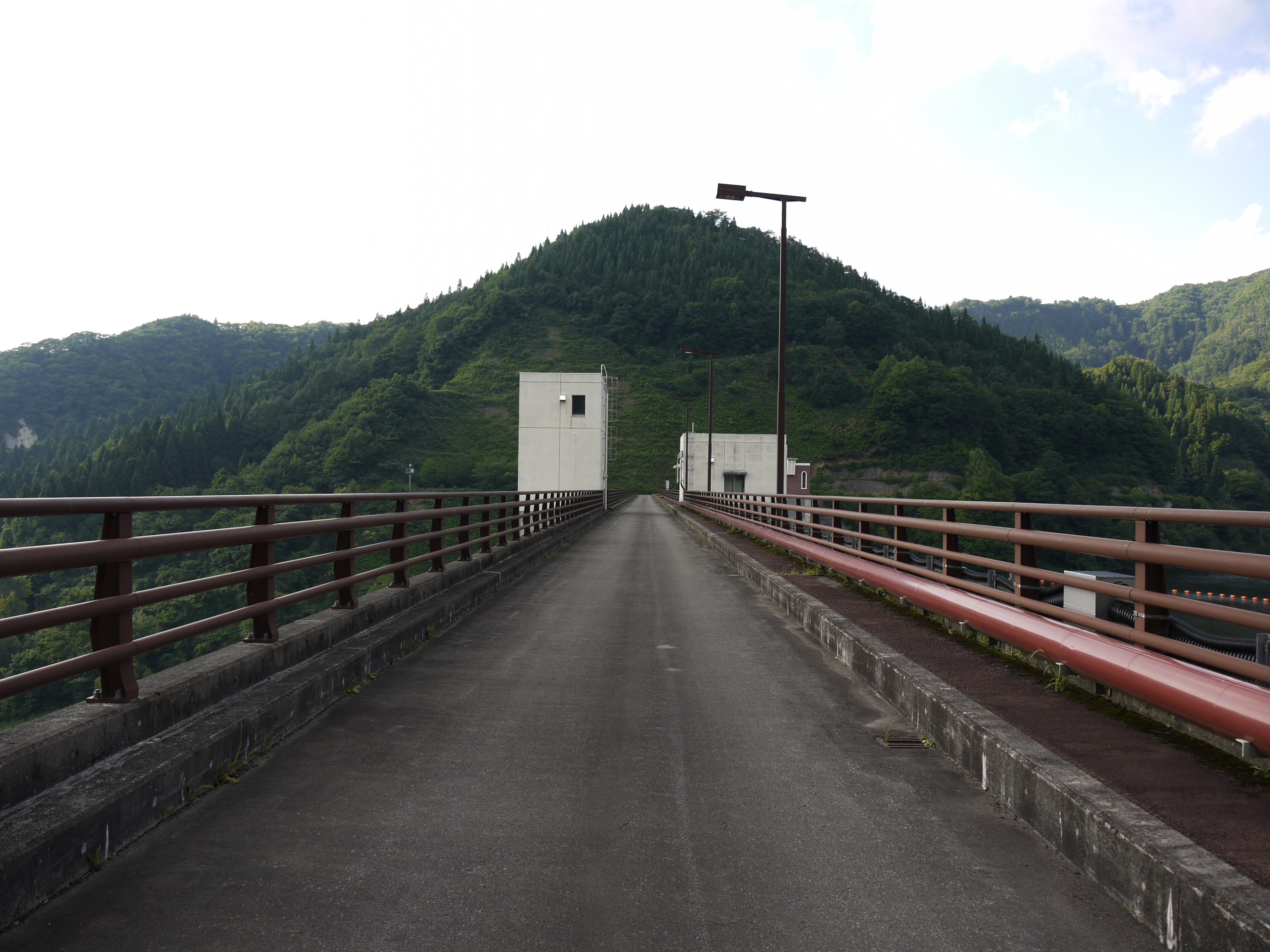
天端は道となっていて歩くことができる（2012年8月）
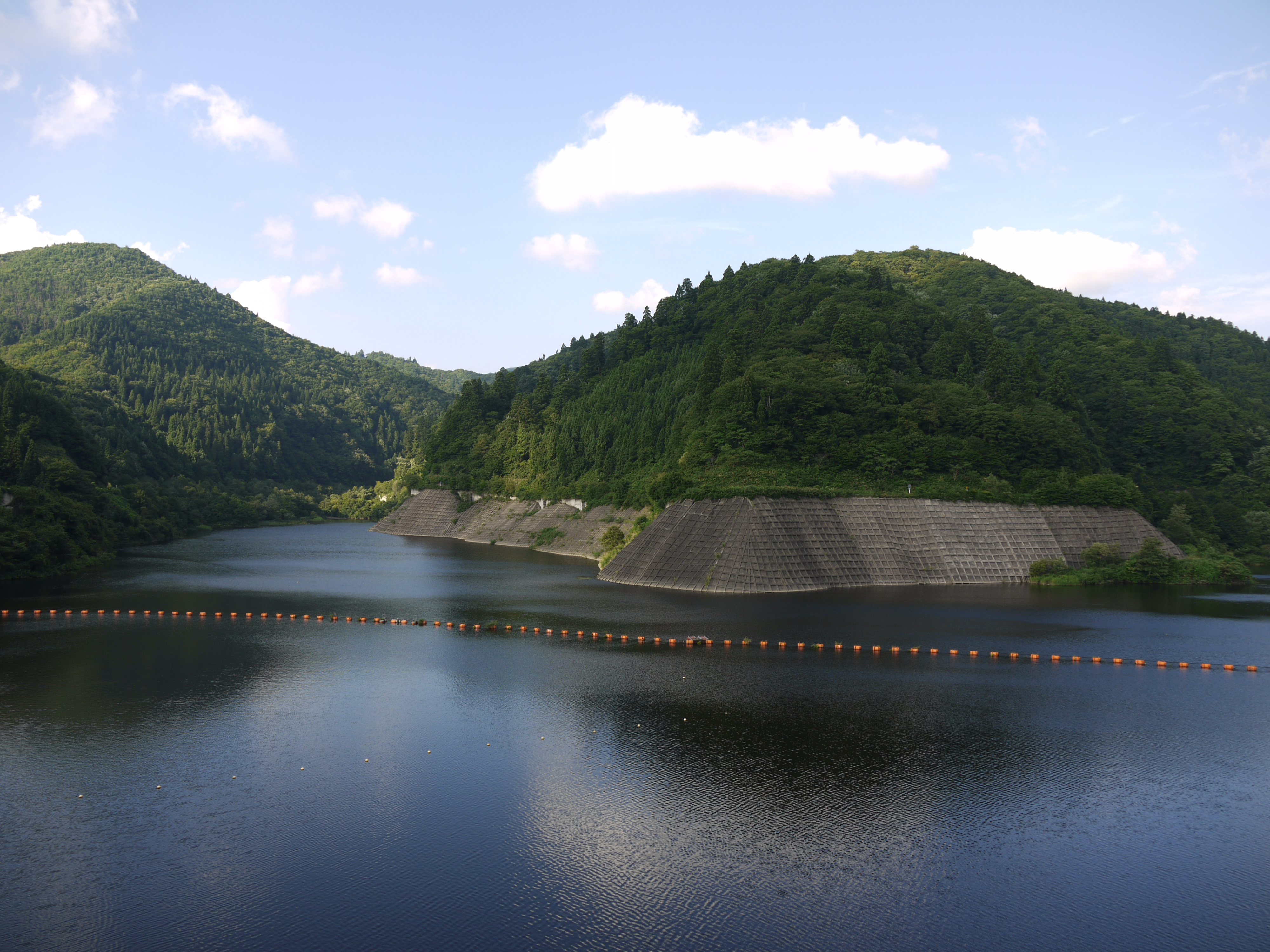
面影湖（2012年8月）
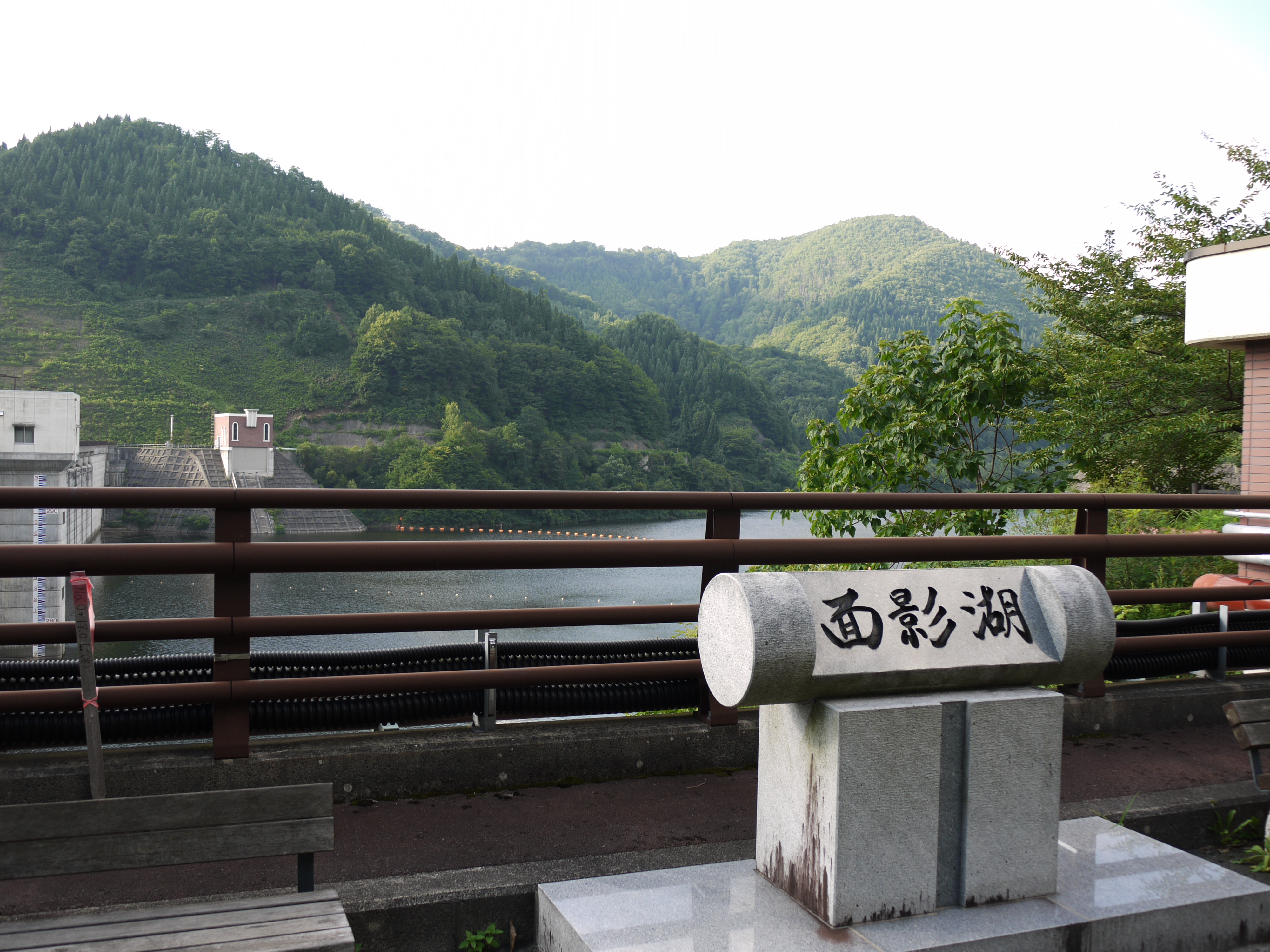
面影湖 石碑（2012年8月）
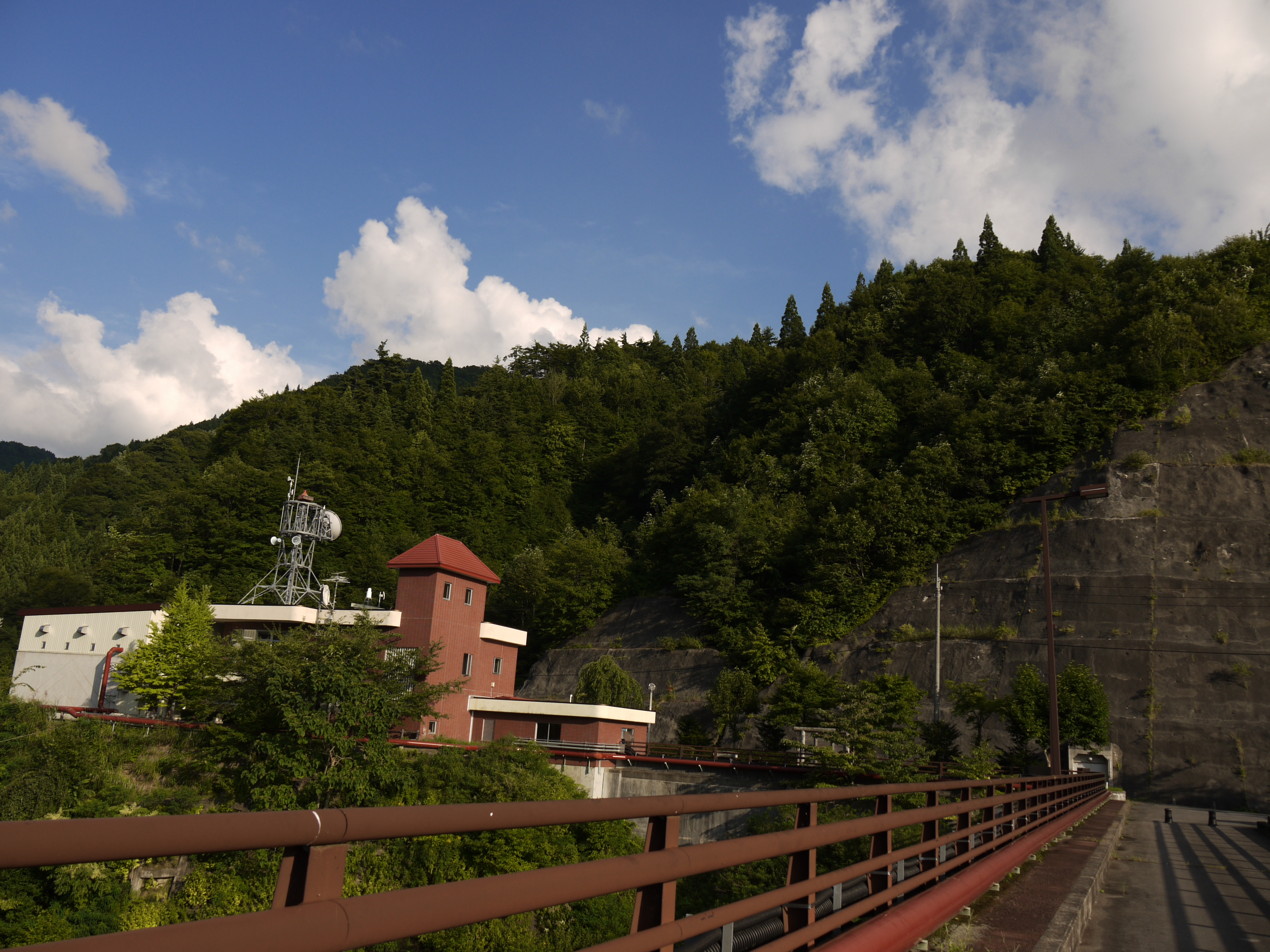
事務所（2012年8月）